# Rose Creek
Rose Creek város az USA Minnesota államában, Mower megyében. Lakosainak száma 397 fő (2020. április 1.).

## Népesség
A település népességének változása:

| 2010 | 394 |
| 2020 | 397 |